# Aeropuerto de Daru
El Aeropuerto de Daru (IATA: DAU, OACI: AYDU) es un aeropuerto que sirve a la Isla Daru, dónde se encuentra la capital de la Provincia Occidental de Papúa Nueva Guinea.
Durante la Segunda Guerra Mundial fue utilizado como parada de reabastecimiento de combustible por los aviones de combate aliados. El ejército australiano reconstruyó el aeropuerto en 1965.

## Aerolíneas y destinos
| Aerolíneas  | Destinos                                              |
| ----------- | ----------------------------------------------------- |
| Air Niugini | Puerto Moresby                                        |
| PNG Air     | Awaba, Balimo, Kiunga, Puerto Moresby, Sasereme, Suki |